# Orden de la Familia Real de Jorge VI
La Orden de la Familia Real de Jorge VI es un honor que el rey Jorge VI otorgó a las mujeres miembros de la familia real británica.
La princesa Alejandra es la única destinataria superviviente.

## Apariencia
La insignia, un retrato esmaltado del rey rodeado de diamantes, se usa en un lazo de cinta rosa.

## Lista de destinatarios conocidos
- La reina, la esposa del rey[1][2]
- Reina María, la madre del Rey[3]
- La princesa Isabel, más tarde duquesa de Edimburgo y luego reina, la hija mayor del rey[1]
- La princesa Margarita, más tarde condesa de Snowdon, la hija menor del rey[1]
- La Princesa Real, la hermana del Rey
- La duquesa de Gloucester, más tarde princesa Alicia, duquesa de Gloucester, cuñada del rey[4]
- La duquesa de Kent, más tarde princesa Marina, duquesa de Kent, cuñada del rey
- 1951 : Princesa Alexandra, la Honorable Lady Ogilvy (prima hermana de Isabel II)[5]